# Akshay Bohra
Akshay Bohra, né le 22 février 2007 à New-York, est un pilote automobile américano-indien. En 2025, il s'engage en Championnat d'Europe de Formule Régionale avec l'équipe R-ace GP. En 2024, il dispute le Championnat d'Italie de Formule 4 avec US Racing, terminant à la quatrième place du classement général. Il est également le champion de l’Euro 4 en 2024.
Bohra est un protégé de Jordan King. Il est le frère cadet de Nikhil Bohra, lui aussi pilote de automobile.

## Carrière

### Karting
En karting, Bohra remporte le titre en catégorie OKJ dans le championnat junior allemand de karting 2021.

### Formule 4

#### 2022
En 2022, Bohra participe au championnat Ginetta Junior, terminant à la 30e place du championnat. Cette année-là, Bohra fait ses débuts en Formule 4 lors de la dernière manche du championnat italien de Formule 4 au Mugello, au sein de l'écurie US Racing.

#### 2023

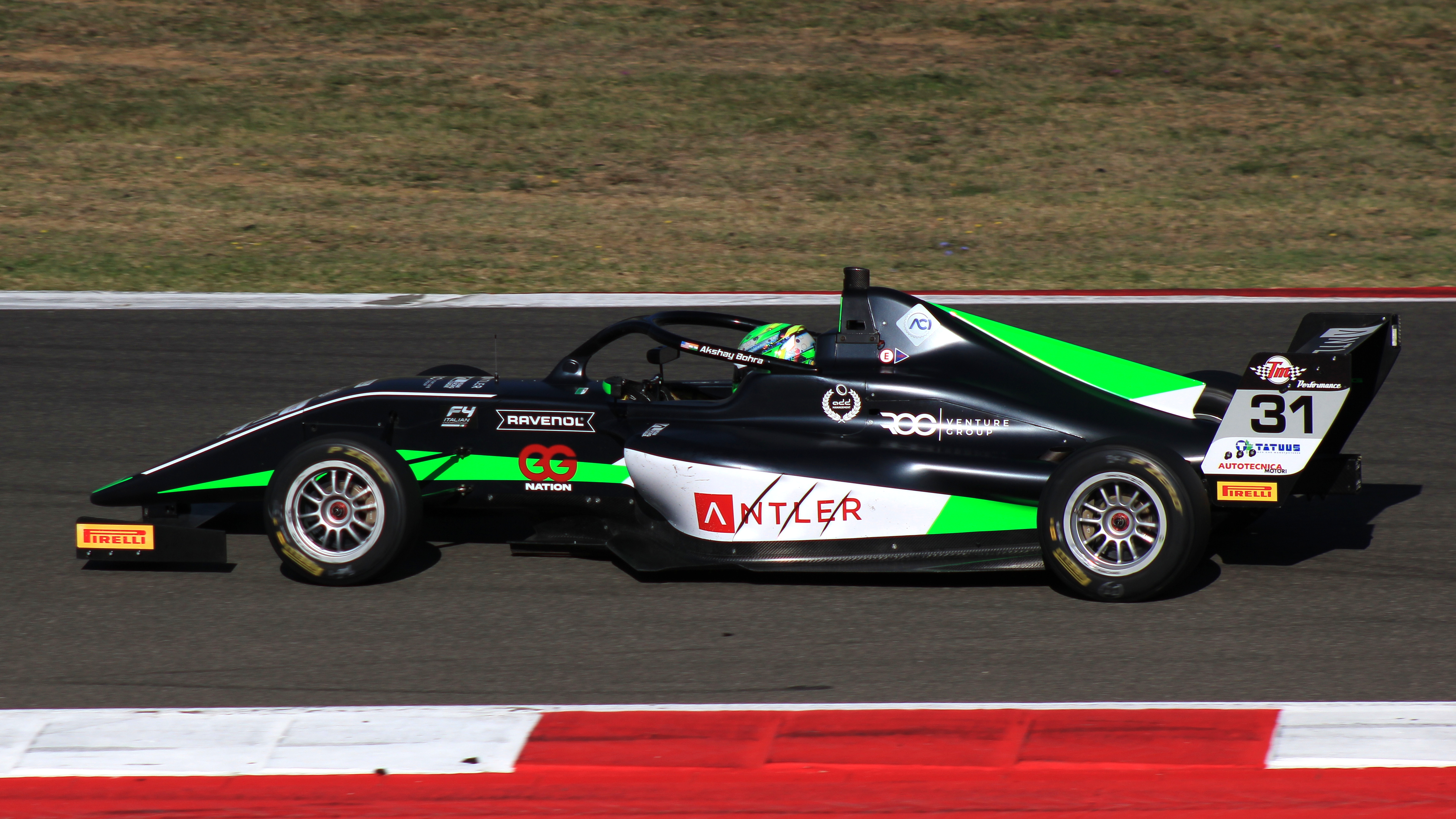
Bohra au Circuit du Mugello durant le championnat d'Italie de Formule 4

Bohra rejoint l'équipe PHM Racing pour disputer le championnat de Formule 4 des Émirats arabes unis en 2023. Au cours de la saison, il termine trois fois dans les points avec une septième place comme meilleur résultat. Il se classe 21ᵉ du championnat avec 11 points.
Il s'engage ensuite en championnat d'Italie de Formule 4 avec US Racing. Régulier lors de la première moitié de saison, il décroche son premier podium lors de la dernière course à Monza. En décrochant une nouvelle troisième place sur le podium au Mugello, Bohra termine huitième du championnat avec 113 points. Dans le championnat d'Euro 4, Bohra décroche un double podium au Mugello. Lors de l'épreuve de Barcelone, il remporte sa première victoire en Formule 4 après la pénalisation du vainqueur initial, James Wharton. Il termine troisième du championnat.
Bohra participe également au championnat indien de Formule 4, où il termine troisième du championnat. Il fait aussi une apparition en Formule 4 espagnole avec MP Motorsport, disputant la manche finale à Barcelone.

#### 2024

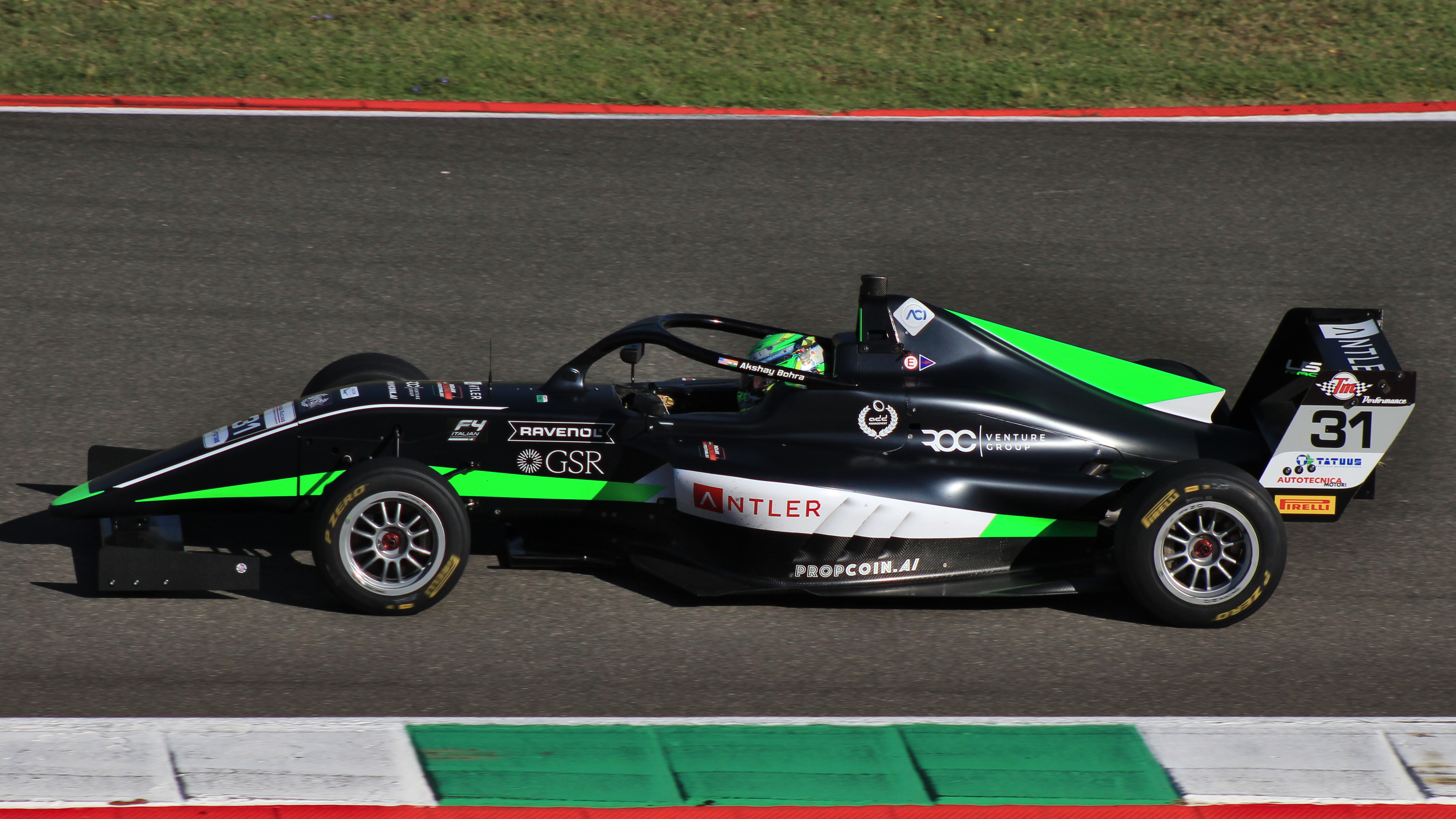
Bohra au Circuit du Mugello durant le championnat d'Italie de Formule 4

Pendant la pré-saison, Bohra participe à la Formula Winter Series et termine 11e du championnat.
De nouveau engagé en championnat d'Italie de Formule 4, il reste engagé avec US Racing. Il commence la saison avec trois podiums lors des deux premières manches, avant d'obtenir sa première pole position pour la première course au Mugello. Il remporte sa première victoire lors de la première course au Paul Ricard. En obtenant deux autres podiums , Bohra termine quatrième du championnat, avec huit podiums.

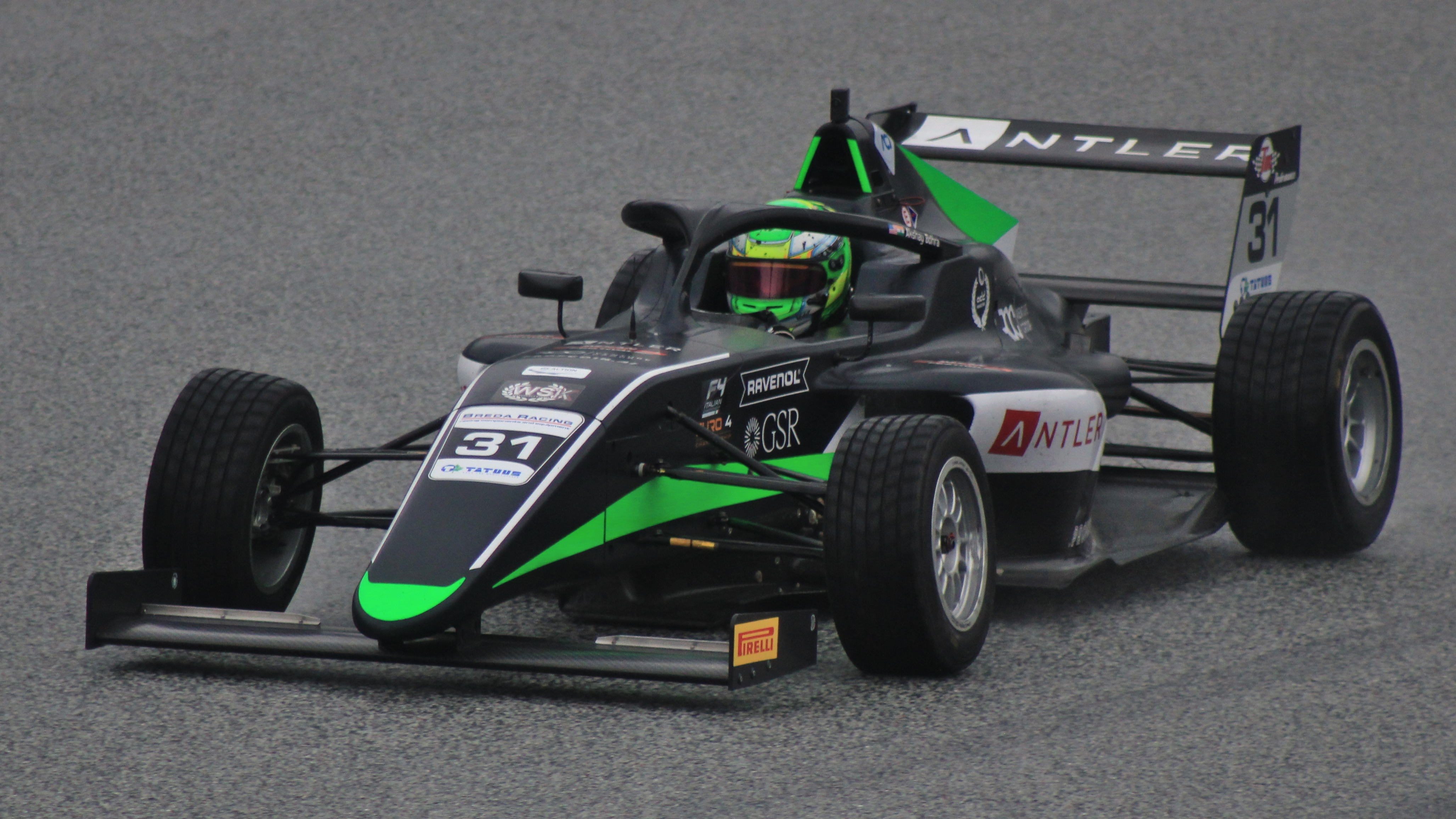
Bohra au Red Bull Ring durant le championnat d'Euro 4 2024

Dans le championnat d'Euro 4, sa saison débute par une double victoire au Mugello. Au Red Bull Ring, il termine deux fois quatrième. Malgré deux deuxièmes places lors de la dernière manche à Monza, Bohra profite des ennuis du leader championnat Freddie Slater pour décrocher le titre Euro 4.

### Formule Régionale
Pour la saison 2025, Bohra participe au Championnat du Moyen-Orient de Formule Régionale avec R-ace GP. Il remporte la deuxième course de la quatrième manche, avec le meilleur tour en course.
Pour sa campagne principale, il reste avec R-ace GP et s'engage en Championnat d'Europe de Formule Régionale.

## Résultats en Karting
| Saison  | Championnat                            | Ecurie                  | Classement |
| ------- | -------------------------------------- | ----------------------- | ---------- |
| 2017    | ROK Cup International Final — Mini ROK | Gamoto ASD              | 22e        |
| 2017    | Trofeo Delle Industrie — 60 Mini       | Gamoto ASD              | 9e         |
| 2017    | WSK Final Cup — 60 Mini                | Gamoto ASD              | 26e        |
| 2018    | South Garda Winter Cup — Mini ROK      | Parolin Racing Kart     | 23e        |
| 2018    | WSK Champions Cup — 60 Mini            | Parolin Racing Kart     | 11e        |
| 2018    | WSK Master Series — 60 Mini            | Parolin Racing Kart     | 18e        |
| 2018    | ROK Cup International Final — Mini ROK | Parolin Racing Kart     | 3e         |
| 2018    | WSK Final Cup — 60 Mini                | Parolin Racing Kart     | 25e        |
| 2019    | South Garda Winter Cup — Mini ROK      | KR Motorsport           | 9e         |
| 2019    | WSK Open Cup - OKJ                     | KR Motorsport           | 36e        |
| 2019    | WSK Champions Cup — 60 Mini            | KR Motorsport           | 12th       |
| 2019    | WSK Super Master Series — 60 Mini      | KR Motorsport           | 5th        |
| 2019    | WSK Euro Series — OKJ                  | KR Motorsport           | 13th       |
| 2019    | CIK-FIA European Championship — OKJ    | KR Motorsport           |            |
| 2019    | IAME International Final — X30 Junior  |                         |            |
| 2019    | IAME Asia Final — Junior               | I.S Racing              | 3rd        |
| 2019    | Trofeo Delle Industrie — OKJ           | Team Driver Racing Kart | 23rd       |
| 2020    | South Garda Winter Cup — OKJ           | TB Racing Team          | 5e         |
| 2020    | WSK Super Master Series — OKJ          | TB Racing Team          | 30th       |
| 2020    | IAME Asia Cup — Junior                 | I.S Racing              | 1er        |
| 2021    | WSK Champions Cup — OKJ                | KR Motorsport           | 21st       |
| 2021    | WSK Super Master Series — OKJ          | KR Motorsport           | 5th        |
| 2021    | WSK Euro Series — OKJ                  | KR Motorsport           | 22nd       |
| 2021    | WSK Open Cup — OKJ                     | KR Motorsport           | 19th       |
| 2021    | CIK-FIA European Championship — OKJ    | KR Motorsport           | 7e         |
| 2021    | WSK Final Cup — OK                     | KR Motorsport           | 21st       |
| 2021    | German Junior Kart Championship — OKJ  | TB Racing Team          | 1er        |
| 2021    | Champions of the Future — OKJ          |                         | 12e        |
| 2022    | CIK-FIA European Championship — OK     | KR Motorsport           | 45th       |
| Source: |                                        |                         |            |

## Résultats en carrière

### Résultats en monoplace
| Saison | Championnat                                      | Écurie               | Courses | Victoires | Pole positions | Meilleurs tours | Podiums | Points | Classement |
| ------ | ------------------------------------------------ | -------------------- | ------- | --------- | -------------- | --------------- | ------- | ------ | ---------- |
| 2022   | Ginetta Junior Championship                      | R Racing             | 13      | 0         | 0              | 0               | 0       | -12    | 30e        |
| 2022   | Championnat d'Italie de Formule 4                | US Racing            | 3       | 0         | 0              | 0               | 0       | 0      | 36e        |
| 2023   | Championnat des Émirats arabes unis de Formule 4 | PHM Racing           | 15      | 0         | 0              | 0               | 0       | 11     | 21e        |
| 2023   | Formula Winter Series                            | US Racing            | 2       | 0         | 0              | 0               | 1       | 28     | 9e         |
| 2023   | Championnat d'Italie de Formule 4                | US Racing            | 21      | 0         | 0              | 0               | 2       | 113    | 8e         |
| 2023   | Championnat d'Euro 4                             | US Racing            | 9       | 1         | 2              | 1               | 4       | 145    | 3e         |
| 2023   | Championnat d'Inde de Formule 4                  | Godspeed Kochi       | 15      | 1         | 3              | 3               | 11      | 211    | 3e         |
| 2023   | Championnat d'Espagne de Formule 4               | MP Motorsport        | 3       | 0         | 0              | 0               | 0       | 0†     | n.c        |
| 2024   | Formula Winter Series                            | US Racing            | 11      | 0         | 0              | 0               | 0       | 49     | 11e        |
| 2024   | Championnat d'Italie de Formule 4                | US Racing            | 21      | 1         | 4              | 2               | 8       | 217    | 4e         |
| 2024   | Championnat d'Euro 4                             | US Racing            | 9       | 2         | 3              | 1               | 4       | 124    | Champion   |
| 2025   | Formule Régionale Moyen-Orient                   | R-ace GP             | 15      | 1         | 0              | 1               | 1       | 48     | 14e        |
| 2025   | Formule Régionale Europe                         | R-ace GP             | 12      | 1         | 1              | 1               | 4       | 108    | 5e         |
| 2025   | Indian Racing League                             | Hyderabad Blackbirds |         |           |                |                 |         |        | e          |

† Bohra étant un pilote invité, il était inéligible aux points.

### Championnat d'Italie de Formule 4
(Les courses en gras indiquent une pole position) (Les courses en Italiques indiquent un meilleur tour)
| Saison | Ecurie    | 1       | 2        | 3        | 4       | 5         | 6       | 7        | 8       | 9       | 10      | 11      | 12        | 13    | 14        | 15       | 16        | 17      | 18        | 19      | 20        | 21        | 22       | C.P | Points |
| ------ | --------- | ------- | -------- | -------- | ------- | --------- | ------- | -------- | ------- | ------- | ------- | ------- | --------- | ----- | --------- | -------- | --------- | ------- | --------- | ------- | --------- | --------- | -------- | --- | ------ |
| 2022   | US Racing | IMO 1   | IMO 2    | IMO 3    | MIS 1   | MIS 2     | MIS 3   | SPA 1    | SPA 2   | SPA 3   | VLL 1   | VLL 2   | VLL 3     | RBR 1 | RBR 2     | RBR 3    | RBR 4     | MNZ 1   | MNZ 2     | MNZ 3   | MUG 1 13  | MUG 2 Abd | MUG 3 13 | 36e | 0      |
| 2023   | US Racing | IMO 1 4 | IMO 2 19 | IMO 3    | IMO 4 7 | MIS 1 Abd | MIS 2 7 | MIS 3 10 | SPA 1 8 | SPA 2 4 | SPA 3 6 | MNZ 1 7 | MNZ 2 26† | MNZ 3 | LEC 1 Abd | LEC 2 6  | LEC 3 12  | MUG 1 6 | MUG 2 3   | MUG 3 4 | VLL 1 Abd | VLL 2 Abd | VLL 3 7  | 8e  | 113    |
| 2024   | US Racing | MIS 1 4 | MIS 2 3  | MIS 3 16 | IMO 1 2 | IMO 2     | IMO 3 5 | VLL 1 7  | VLL 2 7 | VLL 3 6 | MUG 1 3 | MUG 2   | MUG 3 6   | LEC 1 | LEC 2 3   | LEC 3 25 | CAT 1 Abd | CAT 2 3 | CAT 3 Abd | MNZ 1 4 | MNZ 2 4   | MNZ 3 5   |          | 4e  | 217    |

### Résultats Formula Winter Series
(Les courses en gras indiquent une pole position) (Les courses en Italiques indiquent un meilleur tour)
| Saison | Ecurie    | 1       | 2       | 3        | 4       | 5       | 6       | 7        | 8        | 9        | 10      | 11       | 12       | C.P | Points |
| ------ | --------- | ------- | ------- | -------- | ------- | ------- | ------- | -------- | -------- | -------- | ------- | -------- | -------- | --- | ------ |
| 2023   | US Racing | JER 1   | JER 2   | CRT 1    | CRT 2   | NAV 1   | NAV 2   | CAT 2 5  | CAT 2    |          |         |          |          | 9e  | 28     |
| 2024   | US Racing | JER 1 5 | JER 2 7 | JER 3 10 | CRT 1 5 | CRT 2 5 | CRT 3 4 | ARA 1 32 | ARA 2 32 | ARA 3 11 | CAT 1 A | CAT 2 19 | CAT 3 13 | 11e | 49     |

### Résultat en Euro 4
(Les courses en gras indiquent une pole position) (Les courses en Italiques indiquent un meilleur tour)
| Saison | Ecurie    | 1       | 2       | 3       | 4       | 5        | 6       | 7       | 8       | 9       | C.P | Points |
| ------ | --------- | ------- | ------- | ------- | ------- | -------- | ------- | ------- | ------- | ------- | --- | ------ |
| 2023   | US Racing | MUG 1 3 | MUG 2   | MUG 3 6 | MNZ 1 5 | MNZ 2 5  | MNZ 3   | CAT 1   | CAT 2 6 | CAT 3 8 | 3e  | 145    |
| 2024   | US Racing | MUG 1   | MUG 2 8 | MUG 3 1 | RBR 1 4 | RBR 2 12 | RBR 3 4 | MNZ 1 2 | MNZ 2   | MNZ 3 5 | 1er | 124    |

### Championnat du Moyen-Orient de Formule Régionale
(Les courses en gras indiquent une pole position) (Les courses en Italiques indiquent un meilleur tour)
| Saison | Ecurie   | 1         | 2          | 3          | 4         | 5         | 6         | 7        | 8       | 9        | 10        | 11       | 12        | 13       | 14       | 15       | C.P | Points |
| ------ | -------- | --------- | ---------- | ---------- | --------- | --------- | --------- | -------- | ------- | -------- | --------- | -------- | --------- | -------- | -------- | -------- | --- | ------ |
| 2025   | R-ace GP | YMC1 1 15 | YMC1 2 Abd | YMC1 3 Abd | YMC2 1 16 | YMC2 2 14 | YMC2 3 10 | DUB 1 11 | DUB 2 6 | DUB 3 18 | YMC3 1 10 | YMC3 2 1 | YMC3 3 22 | LUS 1 13 | LUS 2 14 | LUS 3 17 | 14e | 48     |

### Championnat d'Europe de Formule Régionale
(Les courses en gras indiquent une pole position) (Les courses en Italiques indiquent un meilleur tour)
| Saison | Ecurie   | 1     | 2     | 3     | 4     | 5     | 6     | 7     | 8     | 9     | 10    | 11    | 12    | 13    | 14    | 15    | 16    | 17    | 18    | 19    | 20    | C.P | Points |
| ------ | -------- | ----- | ----- | ----- | ----- | ----- | ----- | ----- | ----- | ----- | ----- | ----- | ----- | ----- | ----- | ----- | ----- | ----- | ----- | ----- | ----- | --- | ------ |
| 2025   | R-ace GP | MIS 1 | MIS 2 | SPA 1 | SPA 2 | ZAN 1 | ZAN 2 | HUN 1 | HUN 2 | LEC 1 | LEC 2 | IMO 1 | IMO 2 | RBR 1 | RBR 2 | CAT 1 | CAT 2 | HOC 1 | HOC 2 | MNZ 1 | MNZ 2 | TBD | TBD    |